# Ulica Koński Kierat w Szczecinie
Koński Kierat (do 1945 Roßmarktstraße, 1945–1956 Lecha) – jedna z ulic położonych na obszarze szczecińskiego osiedla Stare Miasto. Administracyjnie podlega pod dzielnicę Śródmieście. Przedwojenna nazwa, w tłumaczeniu na język polski ulica Targu Końskiego, nawiązywała do pobliskiego placu Orła Białego, który w okresie przedwojennym nosił nazwę Roßmarktplatz.

## Przebieg
Ulica Koński Kierat rozpoczyna się na skrzyżowaniu ulicy Farnej z Kuśnierską. Następnie spotyka się z ulicą Mariacką oraz dawną ulicą Bogdanki, kończąc swój bieg na skrzyżowaniu ze Staromłyńską i Łaziebną, położonym w północno-zachodnim narożniku placu Orła Białego.

## Zabudowa
Ulica Koński Kierat jest jedną z nielicznych ulic szczecińskiego Starego Miasta, na której zachowały się przedwojenne zabudowania kamieniczne. Pomiędzy ulicą Mariacką a Staromłyńską wznosi się pięć budynków pochodzących z XIX wieku. Pozostała część zabudowań ulicy została zniszczona w wyniku bombardowań alianckich w czasie II wojny światowej, natomiast w okresie powojennym wolne parcele zastąpione zostały blokami i pawilonem handlowym. W latach 80. XX wieku na rogu z ul. Staromłyńską wybudowano kamienicę wg projektu P. Zaniewskiego.

## Historyczne nazwy
Pierwotnie ulica składała się z dwóch części, z których każda nosiła odrębną nazwę. W XVI wieku odcinek między obecną ulicą Farną i Mariacką określano mianem by den bovensten Stadtkeller, natomiast odcinek między Mariacką i Staromłyńską nosił początkowo nazwę Lutteke domstrate, którą zmieniono w 1587 r. na Bullen Straße. W roku 1856 lub 1857 obydwa odcinki otrzymały nazwę Roßmarktstraβe, która obowiązywała do 1945 roku. W okresie powojennym zdecydowano o nadaniu ulicy nazwy Lecha, którą zmieniono w 1956 roku na obecną.